# Family Islands
Die Family Islands sind eine unbewohnte Inselgruppe vor der Ostküste des australischen Bundesstaats Queensland. Die Gruppe besteht aus 13 kleinen Inseln, von denen Dunk Island im Norden die größte ist.

## Inseln
| Inselname              | Aliasname       | Koordinaten           | Fläche | Anmerkung                 |
| ---------------------- | --------------- | --------------------- | ------ | ------------------------- |
| Purtaboi Island        | Mound Island    | 17° 56′ S, 146° 08′ O | …      |                           |
| Coombe Island          | Coomba          | 18° 02′ S, 146° 11′ O | …      |                           |
| Dunk Island            | Coonanglebah    | 17° 57′ S, 146° 09′ O | …      | teilweise Privatbesitz    |
| Smith Island           | Kurrumbah       | 18° 02′ S, 146° 12′ O | …      |                           |
| Woln-Garin Island      |                 | 17° 58′ S, 146° 11′ O | …      |                           |
| Mung-Um-Gnackum Island |                 | 17° 57′ S, 146° 09′ O | …      |                           |
| Wheeler Island         | Toolgbar        | 18° 02′ S, 146° 10′ O | …      |                           |
| Bedarra Island         | Richards Island | 18° 00′ S, 146° 09′ O | …      | Touristeninsel            |
| Thorpe Island          | Ti mana         | 17° 59′ S, 146° 08′ O | …      | Privatbesitz („Freehold“) |
| Bowden Island          | Budg-Joo        | 18° 03′ S, 146° 12′ O | …      |                           |
| Pee-Rahm-Ah Island     | Battleship Rock | 18° 00′ S, 146° 09′ O | …      |                           |
| Hudson Island          | Coolah          | 18° 03′ S, 146° 12′ O | …      |                           |
| Kumboola Island        |                 | 17° 57′ S, 146° 08′ O | …      |                           |

## Nationalpark
Einige der Inseln sind in Privatbesitz. Andere Flächen der Inseln bilden den Family-Islands-Nationalpark.